# Flat Lick (Kentucky)
Flat Lick es un lugar designado por el censo (en inglés, census-designated place, CDP) situado en el condado de Knox, Kentucky, Estados Unidos. Según el censo de 2020, tiene una población de 850 habitantes.

## Geografía
La localidad está ubicada en las coordenadas 36°50′4″N 83°45′42″O / 36.83444, -83.76167. Según la Oficina del Censo, tiene una superficie total de 12.39 km², de los cuales 12.38 km² corresponden a tierra firme y 0.01 km² están cubiertos de agua.

## Demografía
Según el censo de 2020, hay 850 personas residiendo en la localidad. La densidad de población es de 68.66 hab./km². El 96.71% de los habitantes son blancos, el 0.94% son afroamericanos, el 0.24% son de otras razas y el 2.12% son de una mezcla de razas. Del total de la población, el 0.35% son hispanos o latinos de cualquier raza.